# Oladélé Ajiboyé Bamgboyé
Oladélé Bamgboyé (Odo-Eku, 1963) è un artista nigeriano, che vive e lavora a Londra.

## Biografia
Oladélé Ajiboyé Bamgboyé nasce in Nigeria nel 1963 e studia Ingegneria chimica a Glasgow dal 1981 al 1985 e Media Art a Londra dal 1996 al 1998.

## Attività

### Esposizioni
Dalla metà degli anni novanta comincia ad esporre a livello internazionale. Partecipa tra le tante mostre alla Biennale di Johannesburg del 1997, a Documenta X del 1997 e alla Biennale di Dakar del 1998.

#### Esposizioni personali
- 2003 "Introspect“, Spacex Gallery, Exeter, Great Britain "Oladélé Bamgboyé - Mark Leckey", Migros Museum für Gegenwartskunst, Zurich, Switzerland
- 2001 "Blink”, Thomas Erben Gallery, New York, USA "Unmasking 3“, Witte de With, Rotterdam, Netherlands
- 2000 "Selected Works”, Anne Faggionato Gallery, London, Great Britain "CD Audio Installation for Passengers of a Specially Commissioned Mercedes 300E Taxi”, Onepercent Gallery, Copenaghen, Danimarca "New Works in the Project Gallery”, Center for Contemporary Art, Kitakyushu, Japan "Videoworks”, Helsinki City Art Museum, Helsinki, Finland "Photo-Videoworks 1991-2000”, Witte de With, Rotterdam, Netherlands
- 1999 ArtPace, San Antonio, Texas, USA
- 1998 "The Unmasking - Part I”, Slade College of Art UCL, London, Great Britain "Recent Video and Photoworks”, Gallery One Culturgest, Lisbon, Portugal "Movements”, Staedtische Galerie im Buntentor, Bremen, Germany
- 1995 "Well Without End”, Kuenstlerhaus Bethanien Studio II, Berlin, Germany
- 1994 "The Hair or the Man”, Thomas Erben Gallery New York, USA 1987 Third Eye Centre, Glasgow, Great Britain "A Cry for Africa”, Corridor Gallery, Fife, Great Britain
- 1985 "Photographs”, Glasgow School of Art, Glasgow, Great Britain